# Duridrilus kimi
Duridrilus kimi är en ringmaskart som beskrevs av Erséus 1993. Duridrilus kimi ingår i släktet Duridrilus och familjen glattmaskar. Inga underarter finns listade i Catalogue of Life.